# Landkreis Quedlinburg
Het district Quedlinburg is een voormalig district in het westen van de Duitse deelstaat Saksen-Anhalt. Het district grensde aan de districten Halberstadt en de Bördekreis in het noorden. In het oosten aan Aschersleben-Staßfurt, in het zuidoosten aan het district Mansfelder Land, in het zuiden aan Sangerhausen en in het westen aan de districten Wernigerode en Nordhausen. Dit laatste district ligt in de deelstaat Thüringen.

## Geografie
In het zuidelijk deel van het district Quedlinburg ligt een deel van het Harzgebergte. In het noordwesten stroomt de Bode door het district.

## Geschiedenis
Het district werd in 1950 samengevoegd met het district Ballenstedt. In 1994 gebeurde dit nogmaals, nu door toevoeging van gedeelten van het district Aschersleben.
Bij de districtsherindeling van 2007 is het district Quedlinburg samengevoegd met de districten Halberstadt en Wernigerode, alsook de stad Falkenstein/Harz van het district Aschersleben-Staßfurt. Sinds 1 juli van dat jaar gaat dit nieuwe district onder de naam Landkreis Harz door het leven. Over deze vernoeming naar het gebied de Harz ontstond enige beroering onder districten in het Nedersaksische deel van de Harz omdat het nieuwe district slechts een klein deel van de gehele Harz omvat en bovendien voor een groot deel ook buiten dit gebied ligt.

## Bestuurlijke indeling
Verwaltungsgemeinschaftsvrije gemeenten of steden:
1. Quedlinburg, stad

Gemeenten die vallen onder een Verwaltungsgemeinschaft:
| - 1. Verwaltungsgemeinschaft Ballenstedt/Bode-Selke-Aue 1. Ballenstedt, stad* 2. Ditfurt 3. Hausneindorf 4. Hedersleben 5. Heteborn 6. Radisleben 7. Wedderstedt - 2. Verwaltungsgemeinschaft Gernrode/Harz 1. Bad Suderode 2. Friedrichsbrunn 3. Gernrode am Harz, stad* 4. Rieder 5. Stecklenberg | - 3. Verwaltungsgemeinschaft Thale 1. Neinstedt 2. Thale, stad* 3. Westerhausen 4. Weddersleben - 4. Verwaltungsgemeinschaft Unterharz 1. Dankerode 2. Güntersberge, stad 3. Harzgerode, stad* 4. Königerode 5. Neudorf 6. Schielo 7. Siptenfelde 8. Straßberg |

bestuurszetel van de Verwaltungsgemeinschaft is gemarkeerd met *